# أول بولسين
أول بولسين هو متسابق يخت دنماركي، ولد في 16 ديسمبر 1941 في Maglegård Parish ‏ في الدنمارك.

## وصلات خارجية
- أول بولسين على موقع الاتحاد الدولي للملاحة الشراعية (موقع جديد) (الإنجليزية)
- أول بولسين على موقع الاتحاد الدولي للملاحة الشراعية (موقع قديم) (الإنجليزية)
- أول بولسين على موقع اللجنة الأولمبية الدولية (الإنجليزية)
- أول بولسين على موقع أوليمبيديا (الإنجليزية)